# Bélmez de la Moraleda
Bélmez de la Moraleda, hoặc simply Bélmez, là một đô thị trong tỉnh Jaén, Tây Ban Nha. Theo điều tra dân số 2006 (INE), đô thị này có dân số là 1922 người.